# Статистична механіка
Статисти́чна меха́ніка — розділ фізики, який, використовуючи статистичний підхід теорії ймовірності, вивчає макроскопічні властивості фізичних систем, що складаються із великого числа часток.

## Основні засади
Попри той факт, що рівняння, які задають закони руху атомів та молекул, є відомими, в разі, коли цих атомів чи молекул надзвичайно багато, марно сподіватися, що ці рівняння можливо розв'язати. Проте,
велике число часток в системі дозволяє застосовувати статистичний підхід. Основна ідея цього підходу полягає ось у чому.
Замість того, щоб вивчати еволюцію окремої системи, розглядяють усі можливі мікроскопічні стани, в яких вона може перебувати, й проводять усереднення певних фізичних величин, підраховуючи ймовірності реалізації того чи іншого значення.
Набір усіх можливих мікроскопічних станів системи називають статистичним ансамблем.
Постулюється, що усереднення за ансамблем дає той же результат, що й усереднення за часом. Строгого доведення такого припущення не існує, але воно, схоже, дає дуже задовільні результати.

## Ансамблі
Усереднення у статистичній фізиці проводиться по усіх можливих мікроскопічних станах.
Найпростішим із статистичних ансамблів є мікроканонічний ансамбль, в який включають всі мікроскопічні стани, що мають певну енергію. Мікроканонічний ансамбль використовується для опису ізольованих систем, енергія яких залишається сталою завдяки закону збереження енергії.
У випадку систем, які перебувають в тепловому контакті із середовищем (термостатом), енергія системи може змінюватися. Сталою у рівноважному стані залишається інша макроскопічна величина — температура. Такими є, зокрема, окремі області ізольованої системи. Такі системи описуються ширшим ансамблем — який називають канонічним.
Нарешті, якщо система може обмінюватися з середовищем не лише енергією, а й частинками, то розглядають великий канонічний ансамбль.

## Розподіли
Метою статистичної фізики є визначати ймовірность реалізації того чи іншого макроскопічного стану й знаходити значення макроскопічних параметрів, таких як об'єм, тиск, температура, густина тощо. Для проведення усереднення за ансамблем необхідно знати ймовірність реалізації того чи іншого мікроскопічного стану. Ця ймовірність задається функцією розподілу.
Якщо, наприклад, у класичній фізиці система описується набором координат {\displaystyle q_{i}} і імпульсів частинок
{\displaystyle p_{i}}, а макроскопічна величина A є функцією цих координат і імпульсів, то
{\displaystyle {\bar {A}}=\int A(q_{i},p_{i})w(q_{i},p_{i})dq_{i}dp_{i}},
де {\displaystyle w(p_{i},q_{i})} є функцією розподілу, а інтегрування проводиться за всім фазовим простором.
Свої функції розподілу визначають для кожного типу ансамблів.
Крім функцій розподілу для системи в цілому, яка визначає ймовірність реалізації певного мікроскопічного стану, часто
розглядають також одночастинкові функції розподілу, які визначають ймовірність того, що конкретна часка, атом чи молекула, перебуватиме в певному стані, наприклад, матиме певну швидкість.
Одночастинкова функція розподілу визначається через усереднення функції розподілу системи по всіх змінних, окрім певної вибраної.
{\displaystyle f(p_{1},q_{1})=\int w(q_{i},p_{i})\prod _{i>1}dq_{i}dp_{i}}.
Для однорідної в просторі системи одночастинкова функція розподілу не залежить від координати частинки, а лише від її імпульсу.
Аналогічним чином вводиться двочастинкова функція розподілу
{\displaystyle f(p_{1},q_{1},p_{2},q_{2})=\int w(q_{i},p_{i})\prod _{i>2}dq_{i}dp_{i}}.
Цю процедуру можна продовжити, вводячи три-, чотири- і т. д. частинкові функції розподілу.
Кореляційні функції визначають ймовірність того, що, наприклад, два атоми перебуватимуть на певній віддалі. Розглядають двочастинкові, тричастинкові і т. д. кореляційні функції.

## Класична і квантова статистична механіка
В залежності від властивостей систем, які вивчають методами статистичної механіки, її розділяють на класичну й квантову. В класичній статистичній механіці розглядають системи класичних частинок, рух яких описується рівняннями Ньютона. Класична статистична фізика дає задовільні результати за високих температур, однак за низьких температур важливим стає квантовий характер руху частинок, що призводить до інших результатів. Рух квантових систем описується квантовими рівняннями, наприклад, рівнянням Шредінгера або аналогічним йому рівнянням для матриці густини. Для квантових частинок зовсім нового звучання набирає принцип нерозрізнюваності частинок. Як наслідок, поведінка системи бозонів є принципово відмінною від поведінки системи ферміонів, і обидві відрізняються від поведінки класичних частинок.